# Isididae
Famille
Les Isididae sont une famille de cnidaires anthozoaires de l'ordre des Alcyonacea. Ce sont des coraux abyssaux, souvent appelés « coraux bambous » en raison de leur métamérisation marquée. 
En Atlantique Nord-Est, cette famille est indicatrice des écosystèmes marins vulnérables au niveau desquels la pêche de fond est interdite au-delà de 400 m de profondeur.

## Liste des genres
Selon World Register of Marine Species (11 mars 2017) :
- genre Acanella Gray, 1870
- genre Acanthoisis Studer, 1887
- genre Annisis Alderslade, 1998
- genre Australisis Bayer & Stefani, 1987
- genre Bathygorgia Wright, 1885
- genre Caribisis Bayer & Stefani, 1987
- genre Chathamisis Grant, 1976
- genre Chelidonisis Studer, 1890
- genre Circinisis Grant, 1976
- genre Cladarisis Watling, 2015
- genre Echinisis Thomson & Rennet, 1932
- genre Eknomisis Watling & France, 2011
- genre Florectisis Alderslade, 1998
- genre Gorgonisis Alderslade, 1998
- genre Iotisis Alderslade, 1998
- genre Isidella Gray, 1857
- genre Isis Linnaeus, 1758
- genre Jasminisis Alderslade, 1998
- genre Jasonisis Alderslade & McFadden, 2012
- genre Keratoisis Wright, 1869
- genre Ktenosquamisis Alderslade, 1998
- genre Lepidisis Verrill, 1883
- genre Lissopholidisis Alderslade, 1998
- genre Minuisis Grant, 1976
- genre Mopsea Lamouroux, 1816
- genre Muricellisis Kükenthal, 1915
- genre Myriozoisis Alderslade, 1998
- genre Notisis Alderslade, 1998
- genre Oparinisis Alderslade, 1998
- genre Orstomisis Bayer, 1990
- genre Pangolinisis Alderslade, 1998
- genre Paracanthoisis Alderslade, 1998
- genre Peltastisis Nutting, 1910
- genre Plexipomisis Alderslade, 1998
- genre Primnoisis Studer & Wright, 1887
- genre Pteronisis Alderslade, 1998
- genre Sclerisis Studer, 1879
- genre Sphaerokodisis Alderslade, 1998
- genre Stenisis Bayer & Stefani, 1987
- genre Tenuisis Bayer & Stefani, 1987
- genre Tethrisis Alderslade, 1998
- genre Zignisis Alderslade, 1998

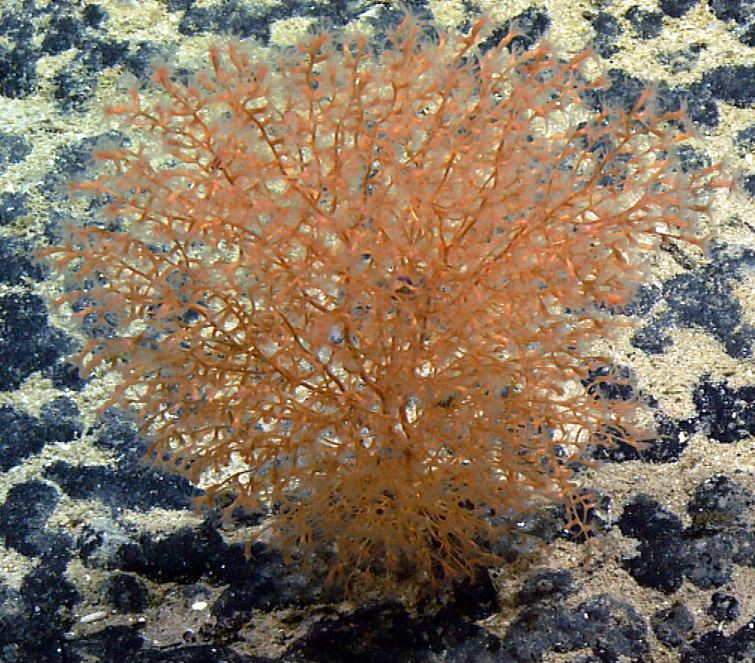
Acanella eburnea.
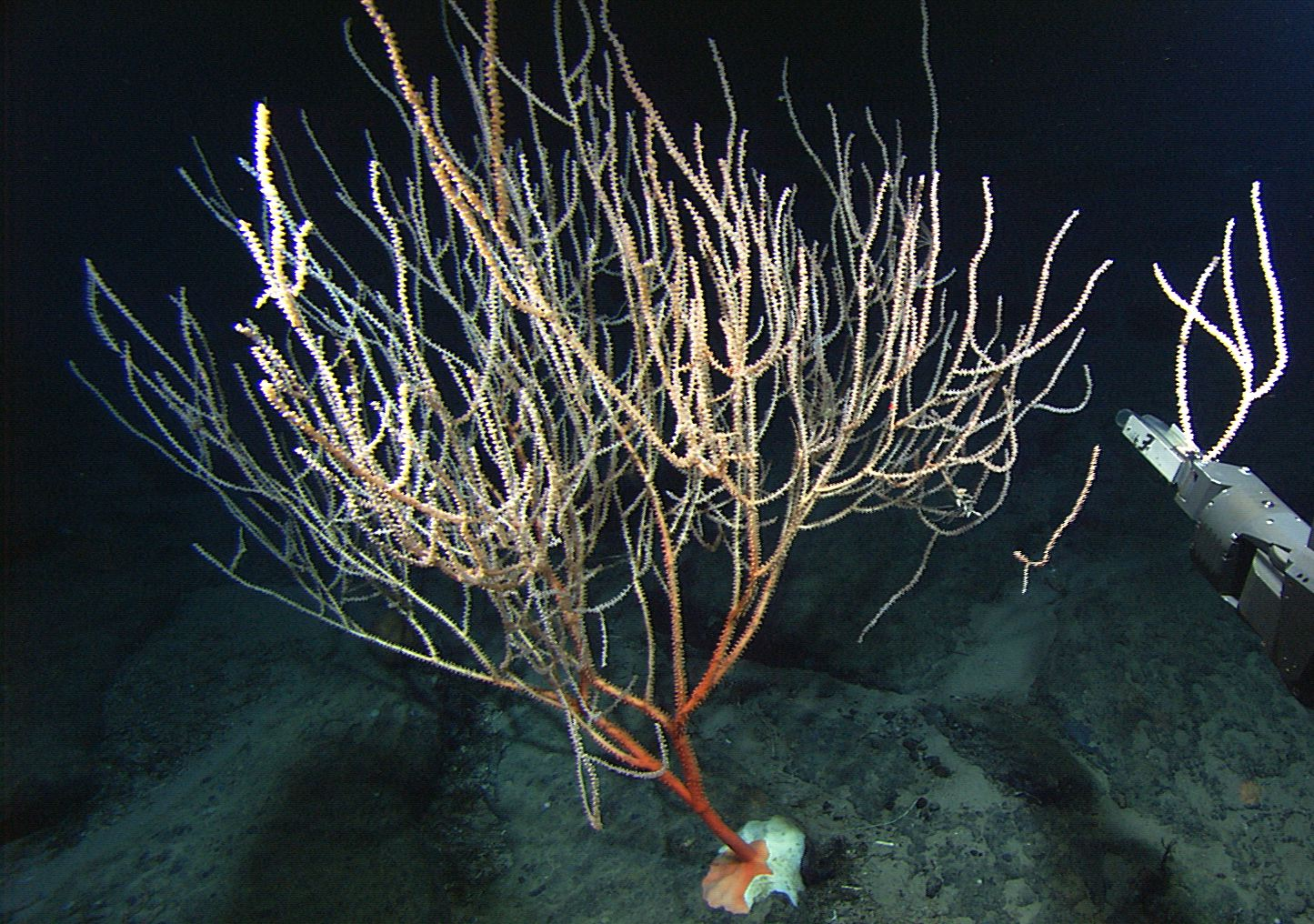
Eknomisis dalioi.
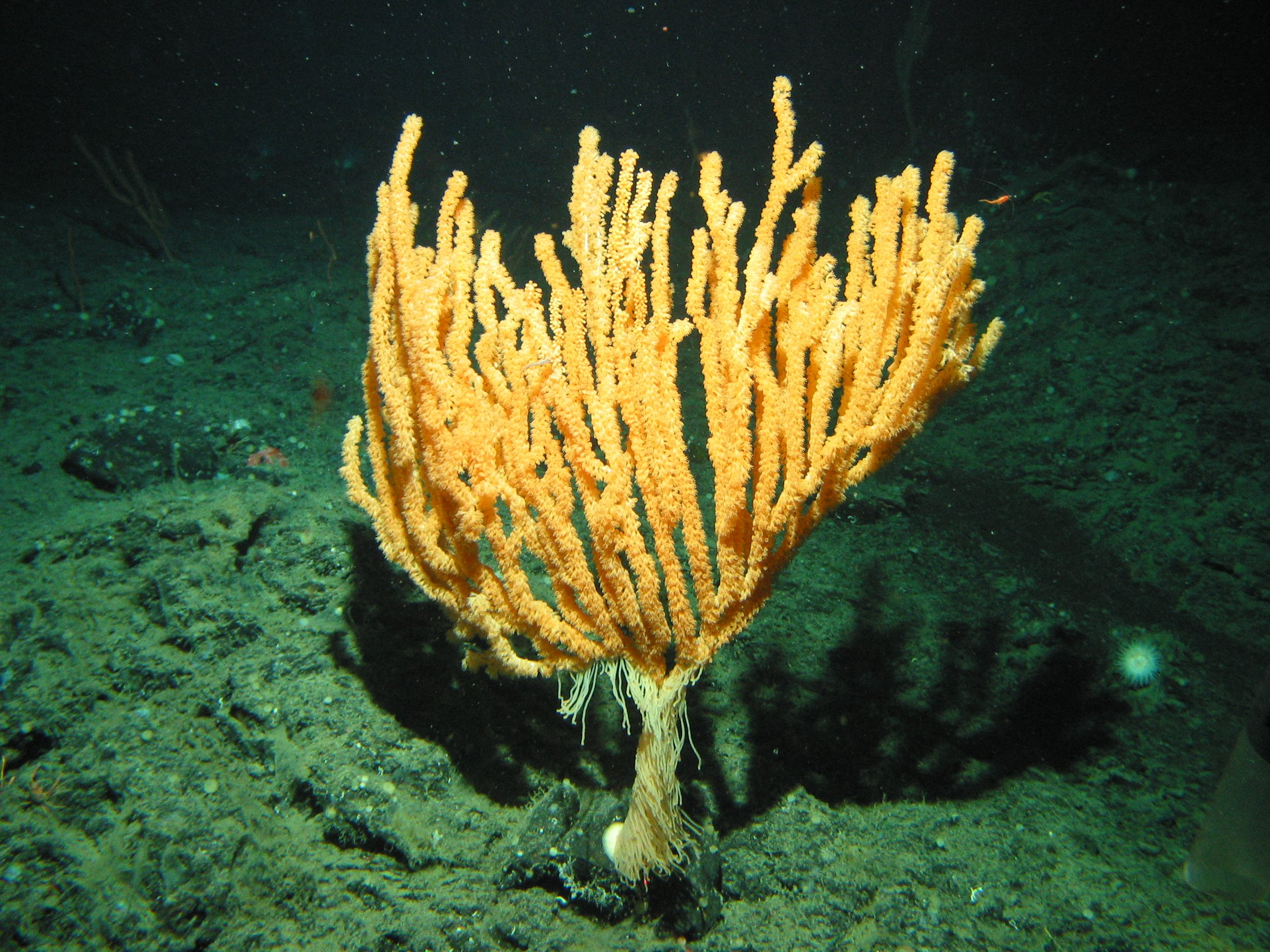
Isidella tentaculum.
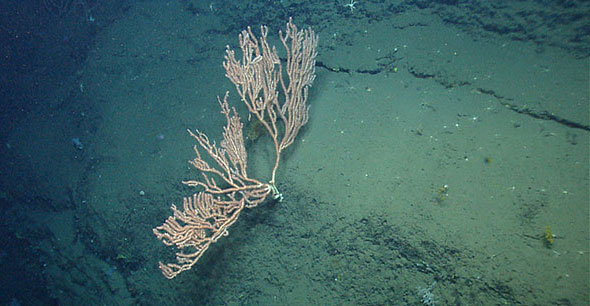
Jasonisis thresheri.
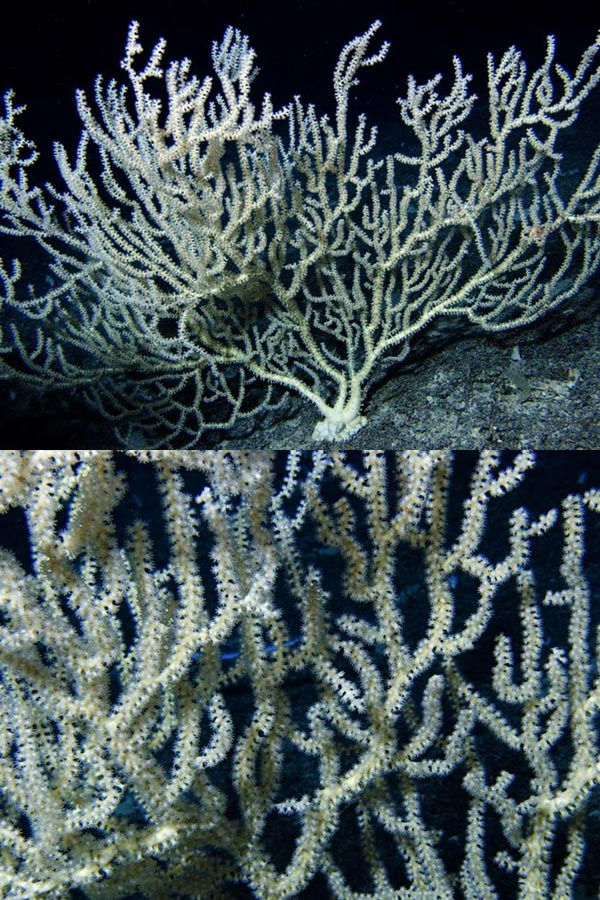
Keratoisis flexibilis.
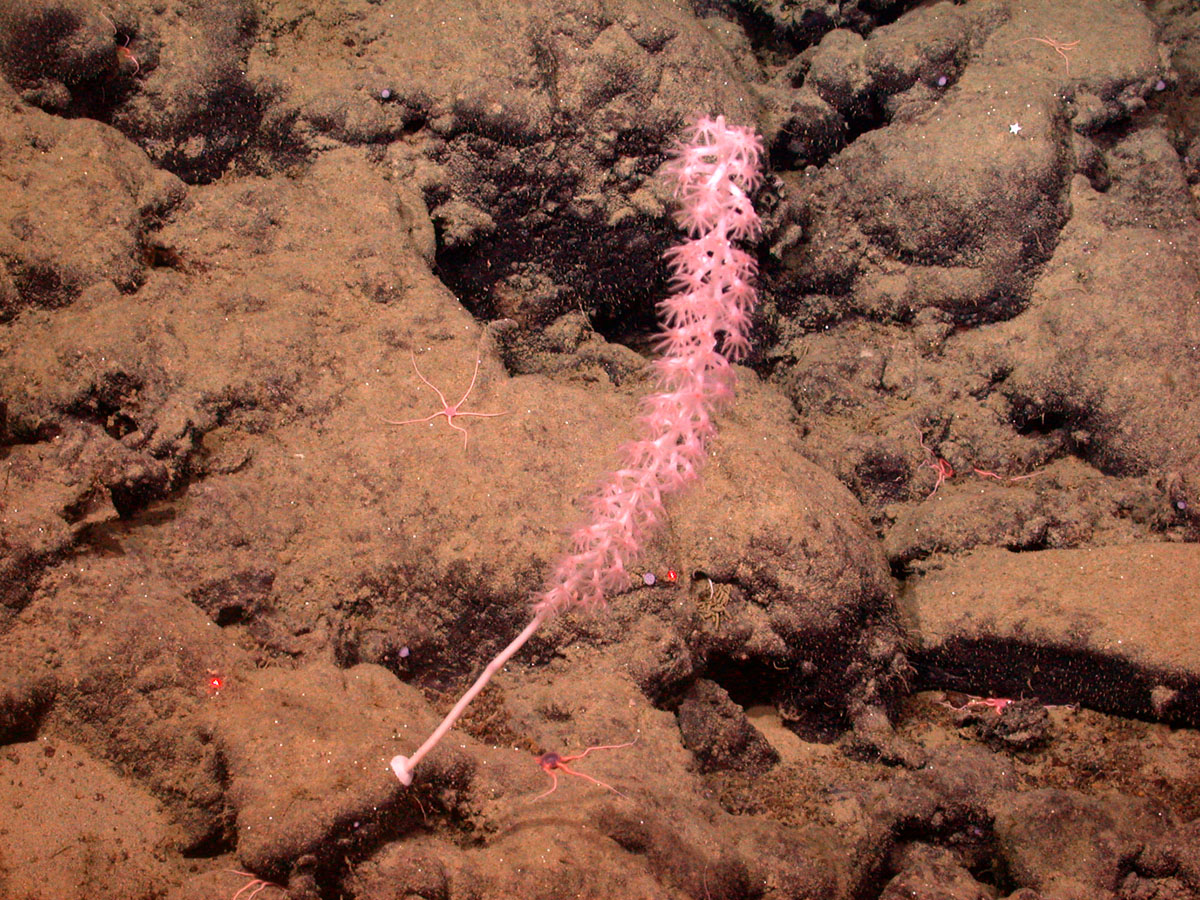
Lepidisis sp.
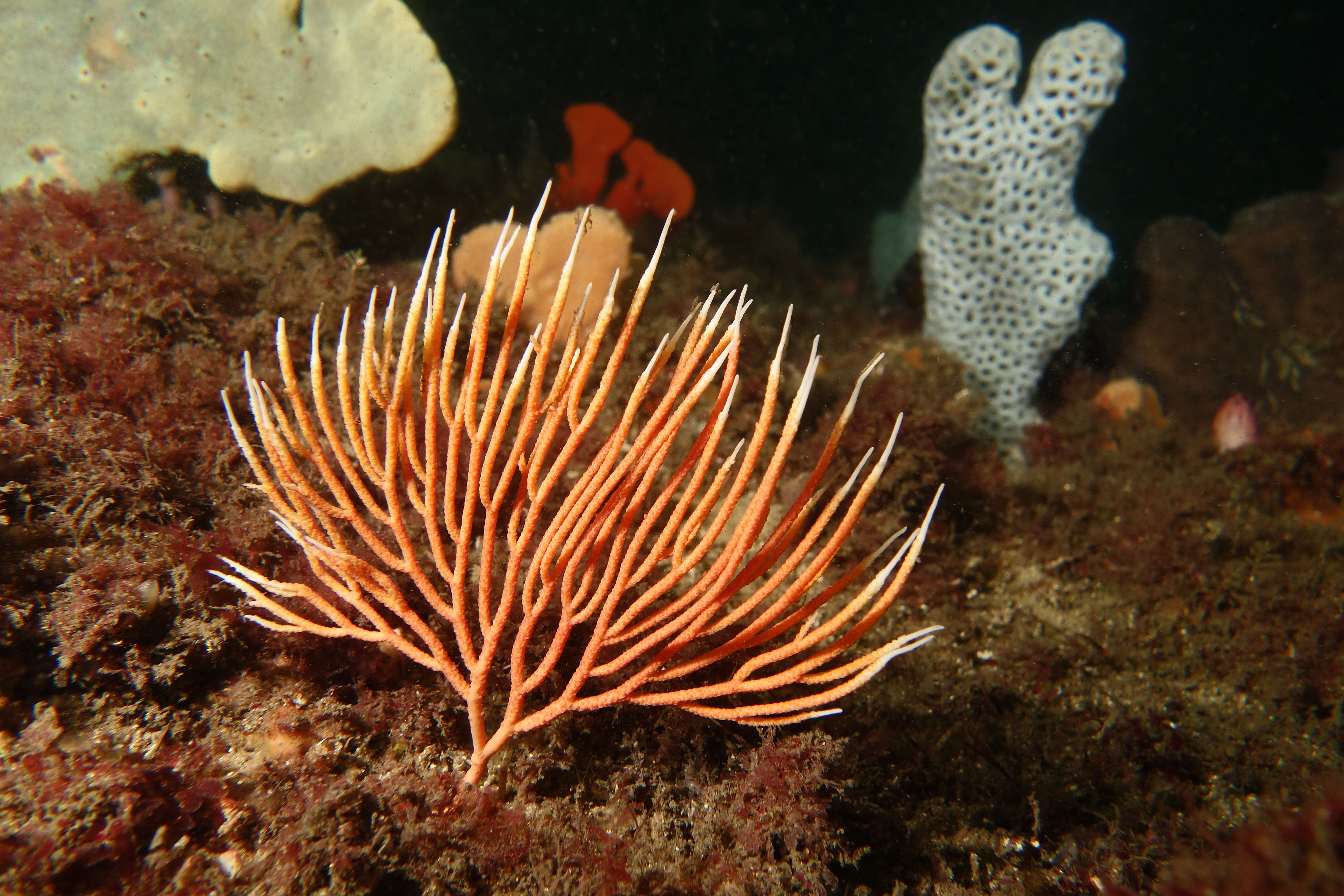
Sphaerokodisis sp.